# Ordre de Sainte-Brigitte
L’ordre du Très Saint-Sauveur ou ordre de Sainte-Brigitte (en latin Ordo Sanctissimi Salvatoris Sanctae Birgittae) des Brigittins et Brigittines (O.Ss.S.) est un ordre religieux monastique catholique fondé en 1344 en Suède par sainte Brigitte et poursuivi par sainte Élisabeth Hesselblad. 

## Histoire

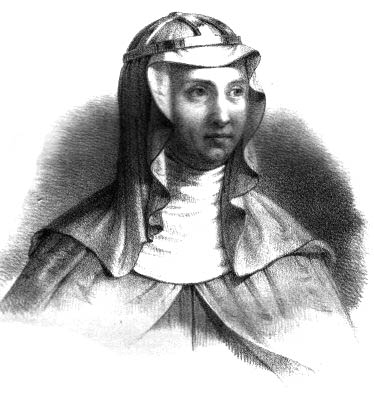
Gravure de sainte Brigitte.

L'ordre de Sainte-Brigitte a été fondé par Brigitte de Suède en 1344 et approuvé par le pape Urbain V en 1370. Il admettait les doubles abbayes : c'est-à-dire qu'à côté de la communauté principales des religieuses, il y avait une petite communauté de chanoines pour leur donner les sacrements. L’abbesse avait l’autorité supérieure sur tous. Les religieuses et religieux de cet ordre suivent depuis l'origine la règle des chanoines de saint Augustin.

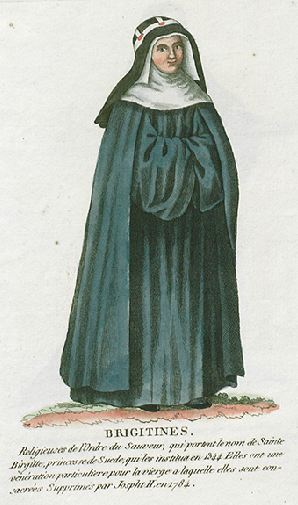
Brigittines.

Le premier monastère brigittin fut fondé à Vadstena en Suède. Lors de la Réforme, ce monastère fut obligé de fermer. Depuis le XXe siècle, un nouveau monastère de l’ordre de Sainte-Brigitte a cependant pu y ouvrir, uniquement avec des religieuses. Les Brigittins ont été supprimés en France par la commission des réguliers, en 1772. L’ordre s’est par ailleurs maintenu dans l'actuelle Belgique jusqu’à la Révolution.
Cet ordre est connu notamment pour avoir honoré sainte Marie Madeleine, et il comprend, ou du moins comprenait, un grand nombre d'anciennes prostituées, qui à leur admission, étaient mises en quarantaine de contrition pour venir à résipiscence avant de pouvoir se convertir.

## Situation auXXIesiècle
Quatre branches de la famille brigittine ont subsisté :
- La branche ancienne, les Brigittines du Très Saint Sauveur, ne comportant plus que des religieuses depuis les années 1850, avec quatre abbayes, dont deux toujours en activité :
  - Le Refuge de Marie (nl)  à Uden aux Pays-Bas ;
  - L'abbaye Pax Mariæ à Vadstena en Suède ;
  - L'abbaye d'Altomünster en Allemagne (jusqu'en 2017) ;
  - Syon en Angleterre, fondée par Henri V en 1415. Les Brigittines de Syon, après s'être expatriées en France, puis en Espagne et au Portugal, ont résidé de 1925 à 2011 à South Brent, dans le Devon, et constituaient la seule communauté monastique anglaise ayant subsisté sans interruption depuis la Réforme.
- Le rameau espagnol (Brigittines Récollettes), fondé par Marine d'Escobar, ne comportant lui aussi que des moniales, avec des monastères en Espagne, au Mexique, au Pérou et au Venezuela.
- Les Sœurs du Très Saint Sauveur de Sainte Brigitte - de loin les plus nombreuses - sont fondées le 8 septembre 1911 par Élisabeth Hesselblad (béatifiée en 2000 et canonisée en 2016), pour des moniales contemplatives et apostoliques. La maison-mère est à Rome et l'ordre compte une cinquantaine de monastères en Europe, Asie et Amérique du Nord.
- Une branche enfin de moines brigittins, contemplatifs, fondée en 1976 aux États-Unis, avec un seul monastère à Amity dans l'Oregon.

## Galerie

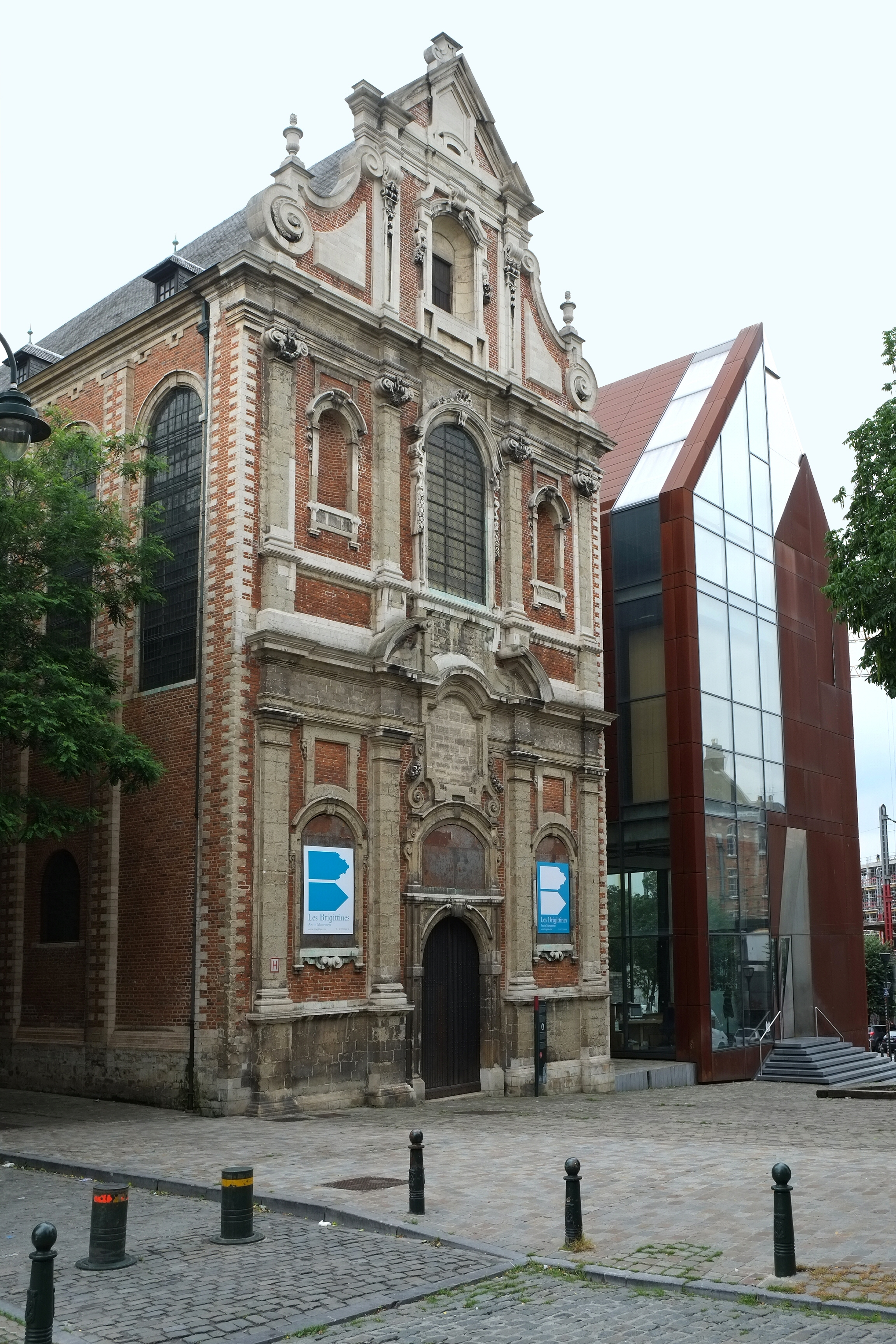
Les chapelles des Brigittines, l'ancienne et la moderne, à Bruxelles.
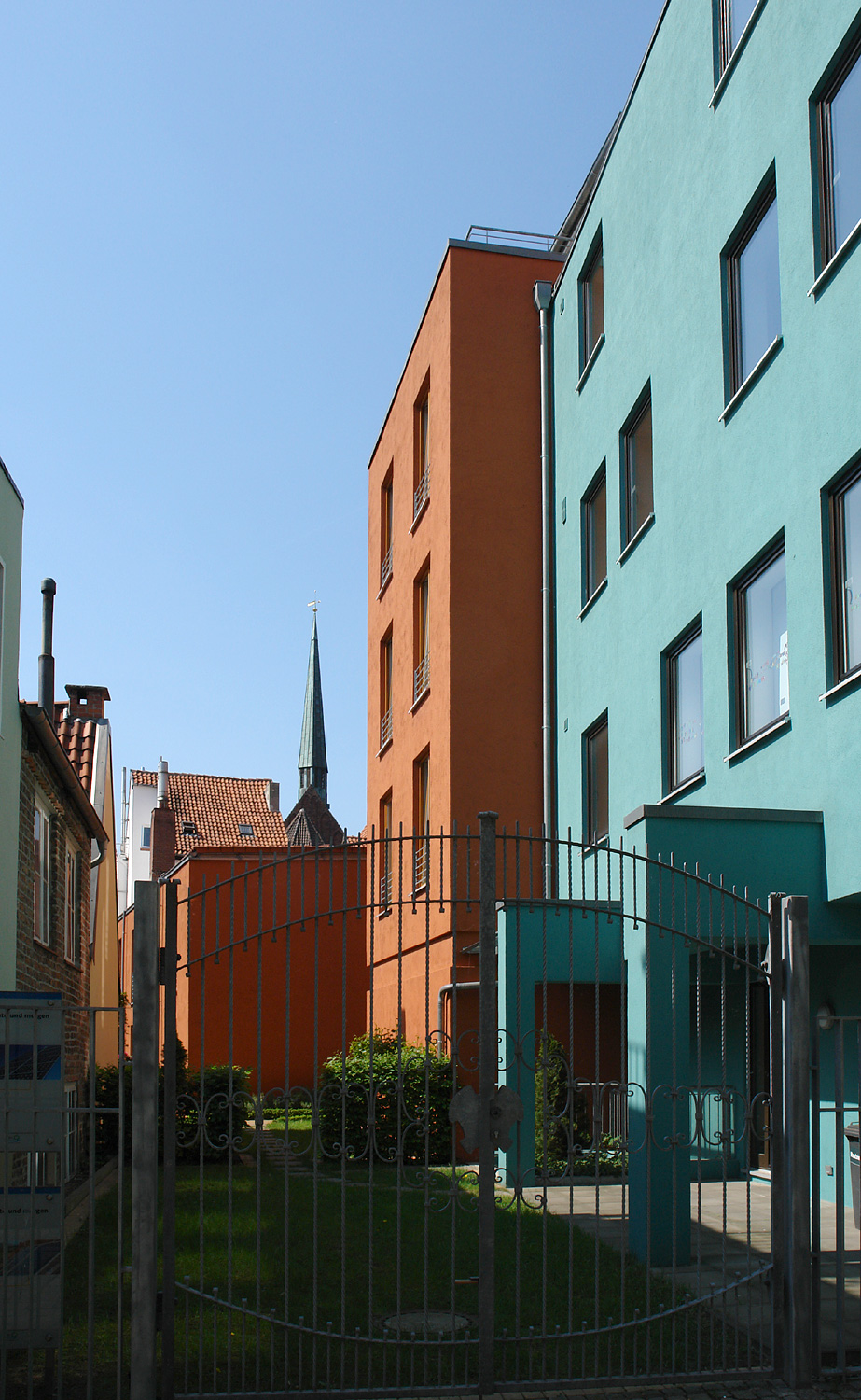
Le Birgittenkloster (couvent Sainte Brigitte) à Brême.
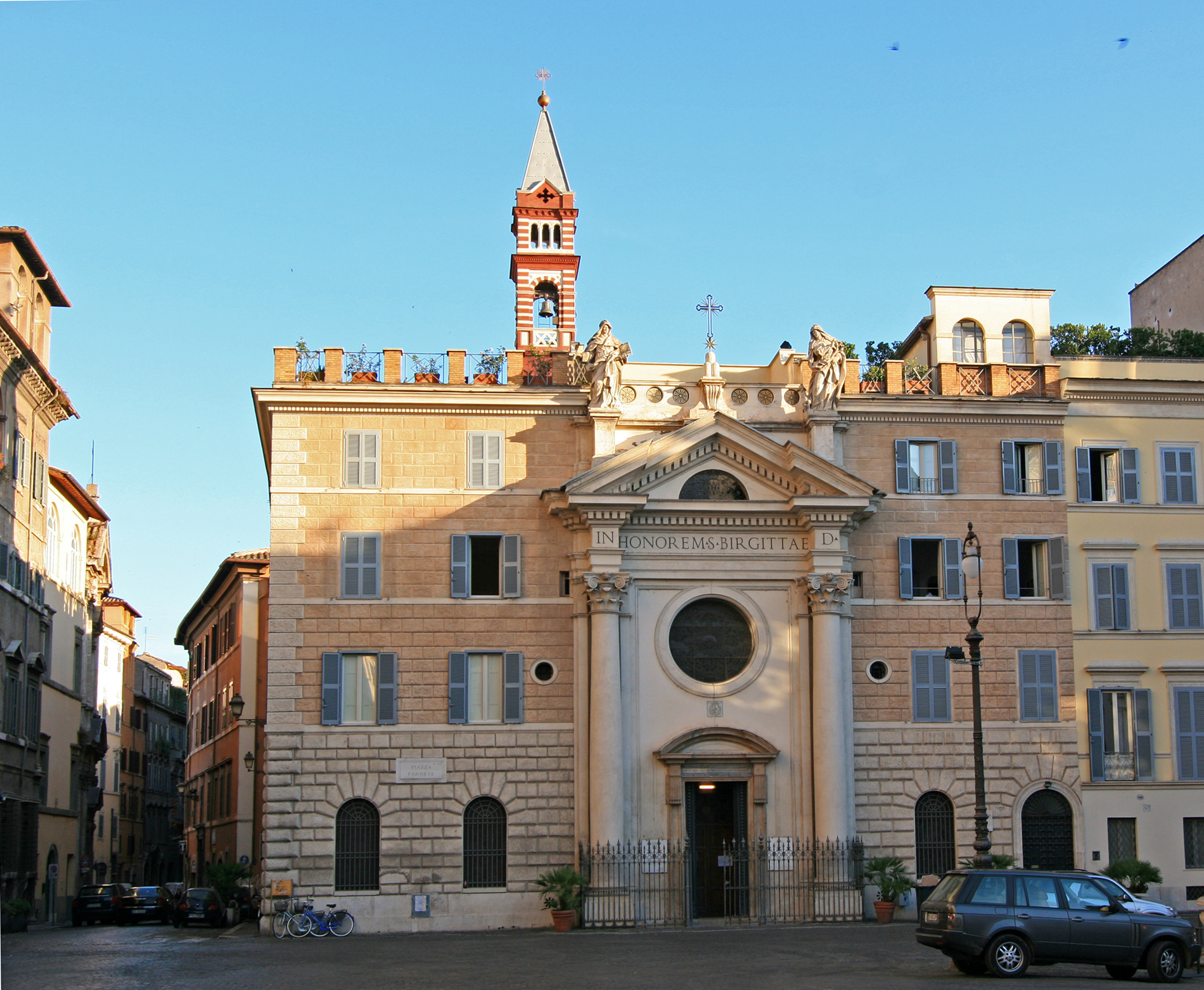
L'église Sainte-Brigitte à Rome.